# Кинген Достопамятный
Кинген Достопамятный (валл. Cyngen Glodrydd), также Кинан (ок. 470—547) — король Поуиса (519—547).

## Биография
Кинген(Кинан) был сыном Касанаута, сына Ридведа. В данном случае источник считает, что упоминаемый в генеалогии от Жезус Колледж, Кинан, как отец Кенелафа Краснолицого и как сын Касанаута Вледига, якобы является тем самым Кингеном Глодриддом. По другой версии Кинген Глодридд был сыном Каделла Дирнлуга. Согласно же Харлеанским генеалогиям, Кинген был сыном Мауканта, сына Паскента, сына Категирна, сына Каделла Дирнлуга, сына Селемиауна (Селива?) и отцом Брохвайла.
В 519 году Кинген стал королём Поуиса.
Кинген ап Маукант, был женат на Святой Тудлуистле, дочери Брихана ап Гуингуена ап Теудр (которого часто путают с королём Бриханом). Либо же она была дочерью Кинфора, сына Маугана, сына Паскена. От Тудлуисты у него было пять сыновей и дочь Санант, которая вышла замуж за Майлгуна Гвинедского.
Кинген иногда отождествляется с Аврелием Канином, которого Гильда осуждал в своем трактате De Excidio Brianniae. Имя Кинген буквально можно перевести как «Любимая собака». Гильда обвиняет Аврелия Канина в безнравственности и в убийствах, а также в развязывании гражданской войны в Британии. В последующие годы, однако, судя по всему, впал в религию и стал покровительствовать святым и вносил щедрые пожертвования в церковь.
Кинген умер в 547 году, в один год с Майлгуном Гвинедским, который согласно «Анналам Камбрии» умер от «желтой чумы», эпидемии, уничтожившая значительную часть бриттского населения. Похоронен в Санкт-Кадване, в местном кладбище. Вероятно, его мемориальный камень был обнаружен в Тиуине (в Гвинедде) в 1761 году. Ему наследовал его сын Брохвайл Искитрог.